# فروع معدية أمامية للجذع المبهمي الأمامي
الفروع المعدية الأمامية للجذع المبهمي الأمامي هي فروع تنشأ من الجذع المبهمي الأمامي وتغذي المعدة.